# Ernest Barillier
Pour les articles homonymes, voir Barillier.
Ernest-Henry Barillier, dit Ernest Barillier, né le 30 avril 1859 à Noisiel (Seine-et-Marne) et mort le 27 septembre 1910 à Paris, est un homme politique nationaliste français.

## Biographie
Né en 1859, Ernest Barillier est le fils de Jean-Philippe Barillier, traiteur à Noisiel.
Marchand boucher à Paris, le « républicain plébiscitaire » Barillier adhère à la Ligue des patriotes (LDP), dont il devient le porte-drapeau. Remarqué pour sa voix puissante et sa grande taille, il sert de garde du corps au président de la LDP, Paul Déroulède. Il est notamment aux côtés de ce dernier et de Marcel Habert lors des obsèques de Félix Faure, le 23 février 1899, quand les chefs de la LDP appellent le général Roget et ses hommes à renverser le président Loubet. Le 4 juin suivant, il est impliqué dans les troubles antidreyfusards de l'hippodrome d'Auteuil, où Loubet est agressé par le baron de Christiani. Le 12 août, Barillier est arrêté à son domicile de la rue des Martyrs, au même titre que plusieurs autres meneurs antidreyfusards accusés de complot contre la République par le gouvernement Waldeck-Rousseau. Incarcéré pendant cinq mois à la prison de la Santé, il est finalement acquitté par la Haute Cour.

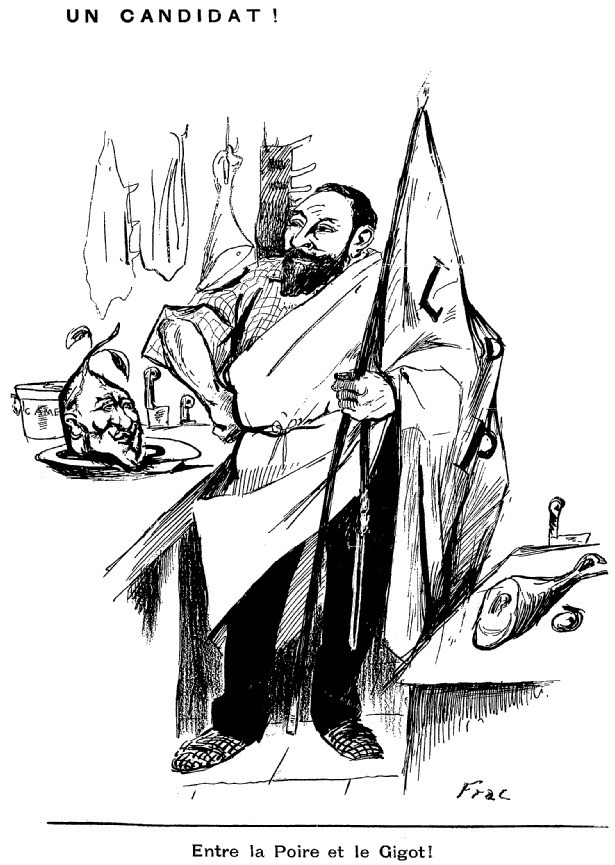
Caricature de Barillier par Frac (1900). Porte-drapeau de la LDP, le boucher Barillier est accusé d'être le candidat du duc d'Orléans, représenté ici sous forme de poire associée à une « gamelle » (allusion au surnom du prétendant orléaniste).

Aux élections municipales de mai 1900, qui voient le triomphe des nationalistes parisiens, Barillier est élu dès le premier tour dans le quartier de Rochechouart après avoir vaincu le radical Félicien Paris (avec 2 940 voix contre 2 586). Il sera réélu en 1904 (avec 3 113 voix, contre 2 663 à Félicien Paris) et 1908 (au premier tour, avec 2 894 voix, face aux radicaux Bessières et Roux et au socialiste Victor Roure). Au cours de ses mandats de conseiller municipal et de conseiller général de la Seine, il s'intéresse particulièrement aux questions relatives à la boucherie.
Lors d'une réunion publique présidée par Flavien Brenier à Fécamp, le 3 octobre 1901, Barillier tient des propos offensants à l'encontre du président Loubet, qu'il qualifie de « cornichon ramolli ». Condamné en première instance par le tribunal correctionnel du Havre puis en appel par la cour d'appel de Rouen à six mois de prison, il parvient finalement à faire casser cette condamnation en juillet 1902. Il est cependant condamné le mois suivant à un mois de prison avec sursis et 100 francs d'amende pour avoir traité de « mouchards » et de « casseroles » deux agents de police qu'il croyait chargés de le filer.
Lors des élections législatives de 1902, Barillier est battu au second tour par le radical-socialiste Charles Bos dans la 2e circonscription du 19e arrondissement (avec 3 247 voix contre 4 306).
Proche des milieux antisémites, il est en 1903 l'un des douze membres du comité exécutif de la Fédération nationale antijuive présidée par Édouard Drumont.

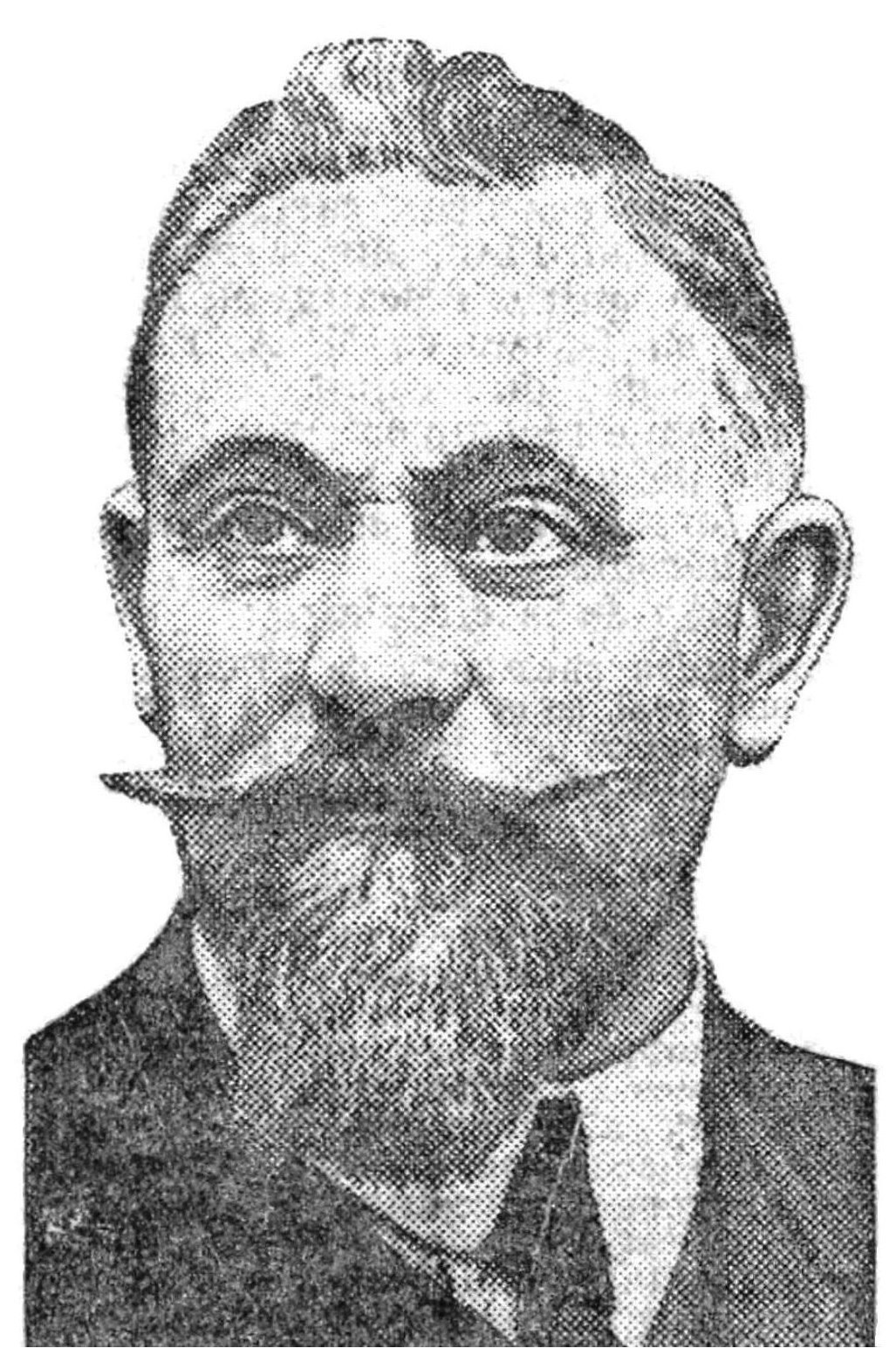
Ernest Barillier en 1910.

En 1906, lors de la crise des inventaires, il fait partie de la foule qui empêche l'inspecteur des domaines de procéder à l'inventaire de l'église Notre-Dame-de-Lorette.
En octobre 1907, sa fille Marcelle-Henriette-Ernestine épouse Pol Boulhant, lieutenant au 4e régiment de tirailleurs algériens. Boulhant est tué peu de temps après, le 16 février 1908, au défilé de Ber Rebbah, à environ 25 km au sud-est de Fedala, en combattant les Mdakras de la Chaouia. Son nom sera donné à un poste de colonisation de la région.
Le 27 septembre 1910, alors qu'il sort de table, Ernest Barillier est frappé d'une congestion et meurt en son domicile du no 8 de la rue Condorcet. Après une cérémonie religieuse à Notre-Dame-de-Lorette, il est inhumé au cimetière de Montmartre, en présence d'une nombreuse assistance, dont font partie les présidents du conseil municipal et du conseil général, Léopold Bellan et Henri Galli, ainsi que Déroulède et Habert. Ce dernier succédera à Barillier au poste de conseiller municipal du quartier de Rochechouart.